# Sedegliano
Sedegliano é uma comuna italiana da região do Friuli-Venezia Giulia, província de Udine, com cerca de 3.852 habitantes. Estende-se por uma área de 50 km², tendo uma densidade populacional de 77 hab/km². Faz fronteira com Codroipo, Coseano, Flaibano, Mereto di Tomba, San Giorgio della Richinvelda (PN), San Martino al Tagliamento (PN), Valvasone (PN).

## Demografia
| Variação demográfica do município entre 1861 e 2011                               |
|                                                                                   |
| Fonte: Istituto Nazionale di Statistica (ISTAT) - Elaboração gráfica da Wikipedia |